# Tukwila (Washington)
Pour les articles homonymes, voir Tukwila.
Tukwila est une ville américaine, situé le comté de King, dans l'État de Washington. Selon le recensement de 2010 elle est peuplée de 19 107 habitants. 

## Sport
La ville comporte un possède sportif, le Starfire Sports, destiné au football et au rugby à XV.